# A-9/A-10
A-9/A-10 (Aggregate-9/Aggregate-10) – nazwa dwustopniowego pocisku międzykontynentalnego o napędzie rakietowym, zaprojektowanego w latach 40. XX wieku przez zespół Wernehra von Brauna w Niemczech.

## Projekt
Pocisk został zaprojektowany jako konstrukcja dwustopniowa. Pierwszy stopień, A-10, miał wynosić drugi, A-9, na wysokość ok. 24 km z maksymalną prędkością 1200 m/s. Na tej wysokości miała następować separacja po której A-9 miał osiągać pułap do 55 km przy maksymalnej prędkości 2900 m/s. Inne źródła podają maksymalne prędkości jako: 2400 m/s (A-10) i 2800 ms (A-9) oraz maksymalny pułap 160 km. Całkowita wysokość pocisku miała wynosić 25,8 m.
Projekt A-10 ulegał w trakcie prac zmianom, początkowo planowano zastosowanie silnika z 6 komorami spalania (stosowanymi już w pociskach A-4, każda o ciągu 27,5 tony). Ostatecznie zdecydowano się za użycie pojedynczego silnika rakietowego napędzanego mieszanką etanolu i tlenu o ciągu ok. 200 ton.
Stopień A-9 oparty był na pocisku A-4, dodano m.in. skrzydła i kabinę pilota. Miał być wynoszony przez stopień A-10 następnie wznosić się przy użyciu własnego silnika, podobnego do stosowanego w pociskach V2. Po wyczerpaniu paliwa miał kontynuować lot balistyczny, przechodząc następnie w lot ślizgowy.

## Chronologia
- 1939. W listopadzie w wojskowym ośrodku badawczym w Peenemünde powstał tunel aerodynamiczny pozwalający badać właściwości modeli przy prędkościach dochodzących do 4 Ma (ok. 1500 m/s). Przeprowadzone badania wykazały, że zastosowana konstrukcja pocisków V2 była odpowiednia, ale dla A-9 należało wprowadzić kilka zmian (głównie skrzydeł i usterzenia). Rozważano użycie skrzydeł w układzie 'delta', lecz z powodu tendencji do występowania przepływu turbulentnego w obszarze sterów zdecydowano się ostatecznie na użycie skrzydeł trapezoidalnych. W wyniku tych badań zdecydowano się jednak użyć podobnej innowacji dla amunicji dział przeciwlotniczych 10.5 cm FlaK 38 oraz 280 mm armaty K5, pozwalało to bowiem na znaczne zwiększenie donośności.
- 1940. Podjęto decyzję o zastosowaniu dwuczłonowej konstrukcji A-9/A-10 i rozpoczęto projektowanie pierwszego stopnia – A-10, cały czas pracując nad konstrukcjami V2 i jej wersją A-9. Pierwszy start przewidziany był na rok 1946.
- 1941. W grudniu ukończono projekt tunelu aerodynamicznego do testów przy prędkościach do 10 Ma potrzebnych dla dalszych badań nad konstrukcją A-9/A-10. Prace nad tym projektem jednak zostały znacznie spowolnione przez nadanie większego priorytetu projektowi A-4.
- 1942. Testy przy użyciu katapult pozwoliły pociskowi A-9 osiągnąć zasięg ok. 1000 km, lecz do skonstruowania rakiety międzykontynentalnej potrzebny był stopień A-10, nad którym prace miały w dalszym ciągu mniejszy priorytet. Ustalono jednak, że do osiągnięcia celu należy wynieść pocisk A-9 na wysokość 55 km. Całkowity czas przelotu szacowano na 35 minut, po których pocisk przebędzie dystans 4100 km.
- 1943. Wskutek zawieszenia projektu A-9/A-10 na rzecz przyspieszenia badań na potrzeby projektu A-4 prace zostały oficjalnie wstrzymane, jednak Wernher von Braun wraz z zespołem zdecydował się na ich samodzielną kontynuację, nadając mu nową nazwę A-4b, która sugerowała, iż jest to projekt rozwojowy pocisku A-4. W grudniu w Peenemünde rozpoczęto budowę tunelu aerodynamicznego do testów przy prędkościach do 10 Ma. Gdy konstrukcja pocisku V2 została ostatecznie ukończona, inżynierowie mogli zintensyfikować prace nad wstrzymanym wcześniej projektem.
- 1944. W listopadzie wznowiono oficjalnie prace nad pociskiem, nadając mu kryptonim 'Projekt Amerika', jednak nie przeprowadzano już badań na większą skalę.
- 1945. W styczniu odbył się ostatni start testowy pocisku A-4b.